# Edificio Pirámide
El Edificio Pirámide es un edificio de oficinas de la ciudad española de Madrid.

## Historia y características
Se erigió sobre los terrenos sobre los que se alzaba el palacio de los condes de San Bernardo. Situado en el número 31 del paseo de la Castellana en el barrio de Almagro, perteneciente al distrito de Chamberí, hace esquina con las calles de Fortuny y Jenner. Fue proyectado por el arquitecto Antonio Lamela en 1974. La obra se ejecutó entre 1974 y 1979.
Cuenta con nueve plantas sobre rasante más cuatro sótanos. Las limitaciones de las ordenanzas municipales en cuanto al retranqueo desde la calle condicionaron la forma de tronco piramidal del edificio.
Albergó oficinas del Banco de Valencia.